# Martin Baumann (Handballspieler)
Martin Baumann (* 5. Juni 1961) ist ein ehemaliger deutscher Handballspieler. Der Linksaußen wurde mit der SG Wallau/Massenheim zweimal Deutscher Meister.

## Karriere
Baumann, der auch als linker Rückraumspieler eingesetzt wurde, wechselte 1980 aus der Jugend des 1. FC Saarbrücken zum Bundesligisten TSV Grün-Weiß Dankersen. In Saarbrücken wirkte er bereits in der ersten Mannschaft mit, die in der Oberliga spielte. Bei einem Autounfall im Oktober 1980 zog er sich einen Oberschenkelhalsbruch zu und fiel für den Rest der Saison aus. Danach kam er hauptsächlich nur noch in der Reserve-Mannschaft Dankersens zum Einsatz und wechselte 1982 zum Regionalligisten VfL Hameln, mit dem er 1983 in die 2. Bundesliga und 1986 in Bundesliga aufstieg. Nach dem direkten Abstieg ein Jahr später, schloss er sich dem Bundesliga-Aufsteiger SG Wallau/Massenheim an. Mit dem Verein wurde Baumann zweimal Deutscher Meister (1992 und 1993) sowie DHB-Pokalsieger 1993 und IHF-Pokalsieger 1992. Zum Gewinn des Europapokals der Landesmeister 1993 fehlten zwei Sekunden. Im Final-Rückspiel gegen Badel Zagreb traf Gäste-Spieler Iztok Puc mit einem Rückraum-Wurf zum 22:18 und verhinderte damit die Verlängerung. Zwischendurch war er für ein halbes Jahr zur DJK Sportfreunde Budenheim gewechselt.
Baumann bestritt einige Jugend- und Junioren-Länderspiele für Deutschland.

## Erfolge
- Deutscher Meister (2): 1992 und 1993
- DHB-Pokal-Sieger (1): 1993
  - Vize-DHB-Pokal-Sieger (1): 1988
- IHF-Pokalsieger (1): IHF-Pokalsieger 1992
  - Vize-Europapokalsieger der Landesmeister (1): 1993
- Aufstieg in die Bundesliga (2): 1982 und 1986
- Aufstieg in die 2. Bundesliga (1): 1983